# Religión en Montenegro
La religión en Montenegro se refiere a los seguidores, comunidades, instituciones y organizaciones de diferentes religiones en Montenegro. Mientras que la iglesia cristiana ortodoxa es la religión dominante del país, otro gran porcentaje de la población es seguidora del catolicismo y del islam. La iglesia dominante a nivel país es la Iglesia ortodoxa de Serbia, aunque existen rastros de una incipiente iglesia ortodoxa Montenegrina. De acuerdo a una encuesta del 2020, un 76.6% de la población es cristiana, 20.3% es musulmana y 3.1% no están afiliados a ninguna religión.
El resultado del censo de 2011 describe la identificación religiosa con respecto a la etnia de origen:
| Grupos étnicos según credo | Total   | Total | Montenegrinos | Montenegrinos | Serbios | Serbios | Bosníacos | Bosníacos | Albaneses | Albaneses | Gitanos | Gitanos | Croatas | Croatas |
| Grupos étnicos según credo | Número  | %     | Número        | %             | Número  | %       | Número    | %         | Número    | %         | Número  | %       | Número  | %       |
| -------------------------- | ------- | ----- | ------------- | ------------- | ------- | ------- | --------- | --------- | --------- | --------- | ------- | ------- | ------- | ------- |
| Iglesia ortodoxa           | 446,858 | 72.1  | 248,523       | 88.7          | 177,091 | 99.4    | 11        | 0.0       | 37        | 0.1       | 516     | 8.2     | 90      | 1.5     |
| Islam                      | 118,477 | 19.1  | 12,931        | 4.6           | 79      | 0.04    | 74,343    | 99.7      | 22,267    | 73.1      | 5,034   | 80.5    | 3       | 0.0     |
| Iglesia católica           | 21,299  | 3.4   | 5,667         | 2.0           | 116     | 0.06    | 3         | 0.0       | 7,954     | 26.1      | 13      | 0.2     | 5,527   | 91.8    |
| Protestantismo             | 1,601   | 0.4   | 921           | 0.3           | 262     | 0.15    |           |           | 36        | 0.1       | 2       | 0.0     | 2       | 0.0     |
| Ateísmo/Agnosticismo       | 9,005   | 6     | 6,393         | 2.3           | 697     | 0.39    | 108       | 0.1       | 5,000     | 5.0       | 1       | 0.0     | 224     | 3.7     |